# 殺菌剤 (医薬品)
医薬品における殺菌剤（さっきんざい、英: anti-bacterial）とは、病原性を有する微生物を殺す、または増殖を抑止するための薬剤。殺菌薬とも。
ただし、抗生物質や抗真菌薬を除外し、微生物を非選択的に殺すものを呼ぶのが普通である。また医療機器の殺菌のみ、あるいは外用（皮膚）にのみ用いるものは消毒薬ということが多い。
例として以下のようなものがある。
- ヨウ素剤 - ヨードチンキ、ポビドンヨード
- 塩素類 - 次亜塩素酸ナトリウム、次亜塩素酸カルシウム（さらし粉）
- マーキュロクロム液（赤チン）
- グルコン酸クロルヘキシジン
- アクリノール
- アルコール類 - エタノール、2-プロパノール（イソプロパノール、イソプロピルアルコール）
- 過酸化水素水（オキシドール）
- 逆性石鹸 - 塩化ベンザルコニウム、塩化セチルピリジニウムなど
- フェノール類 - クレゾール石鹸液など